# 참게
참게(Eriocheir sinensis)는 참게과에 속하는 게이다.
몸을 감싸고 있는 갑각의 표면은 몹시 융기하였고, 이마에 네 개의 이가 있다. 등딱지 길이 50mm, 폭은 61mm로 너비가 길이보다 약간 더 길다. 갑각의 옆가장자리에는 눈뒷니를 포함하여 뾰족한 이가 4개 있는데, 뒤로 갈수록 작아져 맨 뒤의 것은 아주 작다.
하구 및 바다에 가까운 민물에 서식하는데, 보통은 논두렁이나 논둑에 구멍을 파고 산다. 참게는 번식을 위해 가을에 바다로 내려간다. 해변가 바다에서 알을 낳고 몸에 품어 부화시킨다. 부화한 다음 유생 상태로 민물로 올라와 생장한다.
참게를 이용한 요리로는 참게매운탕, 참게장, 상하이 따자씨에 등이 있다.

## 식용 방법

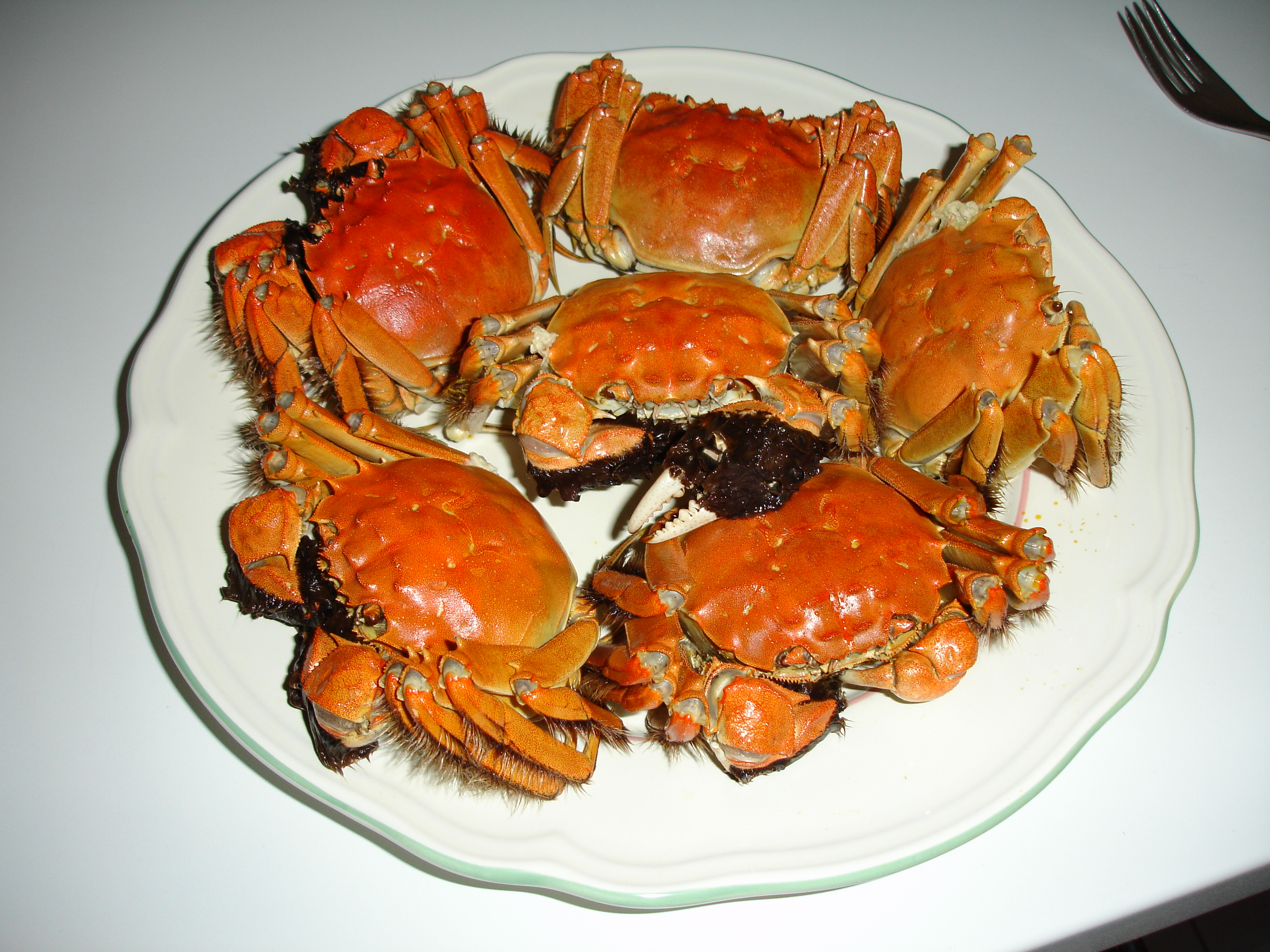
상하이 따자씨에

- 참게매운탕
- 참게장

## 같이 보기
- 상하이 따자씨에